# Пуна (острів)
Пуна — острів поблизу південного узбережжя Еквадору. Розташваний у затоці Ґуаякіль, на південь від гирла річки Гуаяс та від міста Ґуаякіль, найбільшого міста й головного порту країни. Острів є парафією кантону Ґуаякіль у Гуаяс.

## Історія
У квітні 1531 року на острові відбулась битва за участі Франсиско Пісарро під час іспанського завоювання інків. То була битва іспанських конкістадорів проти місцевих інків.
31 жовтня 1541 року перший місіонерський архієпископ Куско, Вінсент де Вальверде, був з'їдений острів'янами.
На острові помер перший президент незалежного Еквадору Хуан Хосе Флорес.